# Enrique Erico
Enrique Erico – piłkarz paragwajski, napastnik.
Jako piłkarz klubu Club Nacional wziął udział w turnieju Copa América 1922, gdzie Paragwaj został wicemistrzem Ameryki Południowej. Erico zagrał w dwóch meczach – z Brazylią i Argentyną.
Razem z klubem Nacional dwukrotnie zdobył tytuł mistrza Paragwaju - w 1924 i 1926 roku.